# Jard-sur-Mer
Jard-sur-Mer település Franciaországban, Vendée megyében. Lakosainak száma 3046 fő (2022. január 1.). Jard-sur-Mer Saint-Vincent-sur-Jard és Talmont-Saint-Hilaire községekkel határos.

## Népesség
A település népességének változása:
| Lakosok száma | 2644 | 2642 | 2679 | 2653 | 2664 | 2665 | 2670 | 2858 | 3046 |
|               | 2013 | 2015 | 2016 | 2017 | 2018 | 2019 | 2020 | 2021 | 2022 |